# (1041) Asta
(1041) Asta és un asteroide pertanyent al cinturó d'asteroides descobert el 22 de març de 1925 per Karl Wilhelm Reinmuth des de l'observatori de Heidelberg-Königstuhl, Alemanya. Asta va rebre inicialment la designació de 1925 FA.
Possiblement anomenat en honor de l'actriu danesa Asta Nielsen (1881-1972).
Està situat a una distància mitjana de 3,074 ua del Sol, podent acostar-s'hi fins a 2,644 ua i allunyar-se'n fins a 3,505 ua. La seva inclinació orbital és 13,9° i l'excentricitat 0,1401. Empra a completar una òrbita al voltant del Sol 1969 dies.